# 柴崎楓雅
柴崎 楓雅（しばざき ふうが、2008年4月22日- ）は、日本の子役。スターダストプロモーション制作1部所属。

## 来歴
東京都出身。2017年の夏、小学3年生の時に二子玉川で食事をしているところをスカウトされる。もともと映画『るろうに剣心』や刑事ドラマなどのアクション作品が好きだったこともあり、「やってみたい」と思い現在の事務所に所属、2018年にデビュー。
2020年、日曜劇場『テセウスの船』で主人公を翻弄する加藤みきお少年を演じ、その鬼気迫る演技で注目されている。
また、同作の第7話が放送されたのと同日・同時間帯（3月1日21時～）に放送された日曜プライム『ドラマスペシャル 微笑む人』でも、松坂桃李が演じる主人公の小学生時代を演じたことで、人気俳優に起こりがちな“裏被り” が生じ、「旬の俳優！」としても話題になった。

## 主な出演作品

### テレビドラマ
- 幸色のワンルーム（2018年7月8日 - 9月23日、ABCテレビ） - 10歳のお兄さん 役
- PRINCE OF LEGEND 第5話（2018年11月1日、日本テレビ） - 京極竜（幼少期）役
- カラスになったおれは地上の世界を見おろした。（2018年11月10日、NHK BSプレミアム） - 坂口尚樹 役
- 名探偵・明智小五郎 第2夜「VAMPIRE～巨大病院サイバージャック!!」（2019年3月31日、テレビ朝日） - 畑柳茂 役
- 御曹司ボーイズ（2019年7月6日 - 、TOKYO MX） - 二階堂陸（幼少期）役
- 仮面同窓会（2019年6月1日 - 7月21日、東海テレビ・フジテレビ） - 新谷洋輔（幼少期）役
- アフロ田中 第1話（2019年7月6日、WOWOW） - 田中広（小学生時代） 役
- サウナーマン〜汗か涙かわからない〜 第2話（第6汗）「怪談」（2019年9月2日、ABCテレビ） - タモツくん 役
- 名もなき復讐者 ZEGEN 第4話（2019年9月20日、関西テレビ） - 女衒（小学生時代） 役
- テセウスの船（2020年1月19日 - 3月22日、TBSテレビ） - 加藤みきお / 木村みきお（幼少期）役
- 微笑む人（2020年3月1日、テレビ朝日） - 仁藤俊美（小学生時代） 役
- FAKE MOTION -卓球の王将-（2020年4月8日 - 5月28日 、日本テレビ） - 沖田彩（幼少期）役
- 大河ドラマ 麒麟がくる（2020年、NHK） - 奇妙丸 役
- 岸辺露伴は動かない 第1話「富豪村」（2020年12月28日、NHK総合） - 一究 役[6]
- 極主夫道 爆笑！カチコミSP（2022年5月27日、日本テレビ） - 新川ひろし 役
- 初恋の悪魔 第1話（2022年7月16日、日本テレビ） - 野田新 役[7]
- ひきこもり先生 シーズン2（2022年12月17日・24日、NHK） - 橋本大輝 役
- 相棒 season21第20話「13」前篇・第21話「13」後篇（2023年3月8日・3月15日、テレビ朝日） - 真野正義 役[8]
- 藤子・F・不二雄 SF短編ドラマ「おれ、夕子」（2023年4月9日、NHK BSプレミアム・NHK BS4K） - 苅野勉吉 役[9]
- スカイキャッスル（2024年7月25日 - 9月26日、テレビ朝日） - 二階堂翔 役[10]
- 天久鷹央の推理カルテ 第5話（2025年5月20日、テレビ朝日） - 冬本淳 役[11]

### 映画
- 牙狼〈GARO〉-月虹ノ旅人-（2019年10月4日、東北新社） - 雷牙幼少期、マユリの息子 役
- 岡野教授の南極生物譚（2020年3月20日、トリプルアップ） - 木之下猟助 役
- 約束のネバーランド（2020年12月18日、東宝） - ナット 役
- 明日の食卓（2021年5月28日、KADOKAWA / WOWOW） - 石橋優 役
- GHOSTBOOK おばけずかん（2022年7月22日、東宝） - 工藤太一 役[12][13]
- 罪と悪（2024年2月2日、ナカチカピクチャーズ）[14]
- 十一人の賊軍（2024年11月1日、東映） - 溝口直正 役[15][16][17]

### 舞台
- No.9 -不滅の旋律-〈再々演〉（2020年12月13日 - 2021年1月7日予定（※12月31日はABEMA 、イープラスからライブ配信もあわせて行う。[18][19]）、TBS赤坂ACTシアター / 【11月、オーストリア・ウィーン（フォルクス劇場）※ベートーヴェン生誕250周年の記念公演として開幕が予定されていたが、新型コロナウイルスの感染状況を考慮し公演中止となった。[20]】） - カール・ヴァン・ベートーヴェン（少年）役

### バラエティ
- 炎の体育会TVスペシャル（2020年4月4日、TBS） - 「マスク・ド・スラッガー」見届け人[21][22]

### インターネットTV
- 御曹司ボーイズ（2019年4月28日 - 、AbemaTV）
- リモートドラマ あなたの夢叶えますガチャ ～同じ顔編（2020年6月23日 - 、ドリプラチャンネル） - 主演・1人4役[23]

### PV
- GENERATIONS from EXILE TRIBE「少年」